# Eupithecia rotundopunctata
Eupithecia rotundopunctata là một loài bướm đêm trong họ Geometridae.